# Gouverneurswahlen in den Vereinigten Staaten 1999

In Kentucky (dunkelblau) stellte die Demokratische Partei weiterhin den Gouverneur, in Louisiana (dunkelrot) weiterhin die Republikanische Partei. In Mississippi (hellblau) gab es einen Machtwechsel zu den Demokraten.

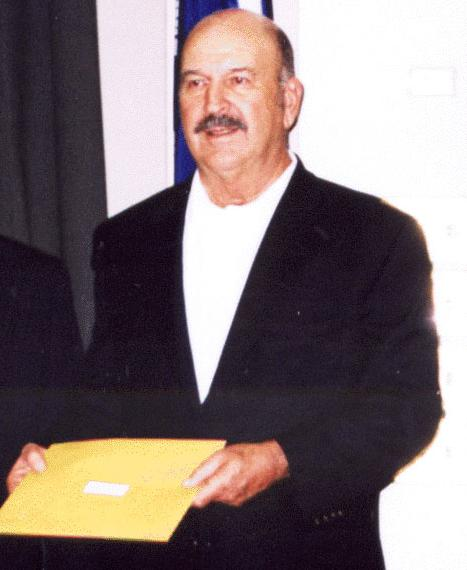
In Louisiana wiedergewählt: Mike Foster.

Die Gouverneurswahlen in den Vereinigten Staaten 1999 fanden zwischen dem 23. Oktober und dem 4. November 1999 statt. Gewählt wurde in den Bundesstaaten Kentucky, Louisiana und Mississippi. Dabei gewannen in Kentucky und Mississippi die Kandidaten der Demokratischen Partei, in Louisiana der republikanische Amtsinhaber.
Im Gegensatz zu den Vorjahren verlief die Wahl des Gouverneurs von Louisiana diesmal sehr unspektakulär. Das lag daran, dass die Jungle Primary, die gemeinsame Vorwahl aller Parteien, nicht so namhaft besetzt war wie in der Vergangenheit. Mit dem vier Jahre zuvor ins Amt gewählten Republikaner Mike Foster und dem demokratischen Kongressabgeordneten William J. Jefferson gab es nur zwei ernsthaft in Frage kommende Kandidaten; geringe Chancen hatte noch der republikanische Staatssenator Tom Greene. Dieser landete mit 2,7 Prozent der Stimmen letztlich aber ebenso im geschlagenen Feld wie acht weitere Kandidaten – und auch William Jeffersons Bewerbung verlief erfolglos. Mit nur 29,5 Prozent der Stimmen verfehlte er die mögliche Stichwahl deutlich; Gouverneur Foster wurde mit einem Anteil von 60,7 Prozent klar bestätigt.
Nach achtjähriger Amtszeit des Republikaners Kirk Fordice konnten die Demokraten in ihrer einstigen Hochburg Mississippi das Gouverneursamt wieder erringen. Ronnie Musgrove, Vizegouverneur unter Fordice, erhielt 49,6 Prozent der Stimmen und verwies den republikanischen Kongressabgeordneten Michael Parker (48,5) somit knapp auf den zweiten Platz. Jerry Ladner von der Reform Party wurde mit 1,1 Prozent abgeschlagener Dritter.
Ein historisches Ergebnis gab es in Kentucky, wo Amtsinhaber Paul E. Patton als erster Gouverneur seit James Garrard (1796–1804) zwei aufeinander folgende Amtszeiten absolvieren konnte. Dies war durch eine unter seinem Vorgänger Brereton Jones vorgenommene Verfassungsänderung möglich geworden. Nachdem er vier Jahre zuvor nur recht knapp gewonnen hatte, setzte sich der Demokrat Patton nun mit 60,7 Prozent der Stimmen ungefährdet durch; er erzielte in 114 der 120 Countys des Staates die Mehrheit. Seine republikanische Gegnerin Peppy Martin hatte durch unbedachte Äußerungen über die Ehe zwischen Kentuckys US-Senator Mitch McConnell und der aus Taiwan stammenden Elaine Chao die Unterstützung des einflussreichen Politikers verloren. Bei der Wahl kam sie über einen Anteil von 22,2 Prozent nicht hinaus; dafür schnitt Gatewood Galbraith, Kandidat der Reform Party mit 15,3 Prozent der Stimmen überraschend gut ab.